# Паликура
Паликура (на македонска литературна норма: Паликура) е село в централната част на Северна Македония, община Росоман.

## География
Селото е разположено в областта Тиквеш, южно от град Велес. Църквата в селото е „Свети Никола“.

## История
Източно от селото е открита раннохристиянска базилика от края на V - началото на VI век.
В XIX век Паликура е българско село в нахия Неготино на Тиквешката кааза на Османската империя. Според статистиката на Васил Кънчов („Македония. Етнография и статистика“) от 1900 година селото има 130 жители, всички българи християни.
В началото на XX век християнското жителите на селото са под върховенството на Българската екзархия. По данни на секретаря на екзархията Димитър Мишев („La Macédoine et sa Population Chrétienne“) през 1905 година в Паликура (Palikoura) има 128 българи екзархисти.
При избухването на Балканската война в 1912 година 3 души от Паликура са доброволци в Македоно-одринското опълчение. Селото остава в Сърбия след Междусъюзническата война в 1913 година.
След Първата световна война в рамките на държавната политика за колонизиране на Вардарска Македония в Паликура е създадена сръбска колония, в която обаче колонистите са разделени на враждуващи лагери. На етническата си карта от 1927 година Леонард Шулце Йена показва Чифлик Паликура (Palikura) като българско християнско село.

## Личности
Родени в Паликура
- Иван Стоянов, деец на ВМОРО, четник на Коста Христов Попето в 1912 година[8]